# Taharahaus (Diespeck)

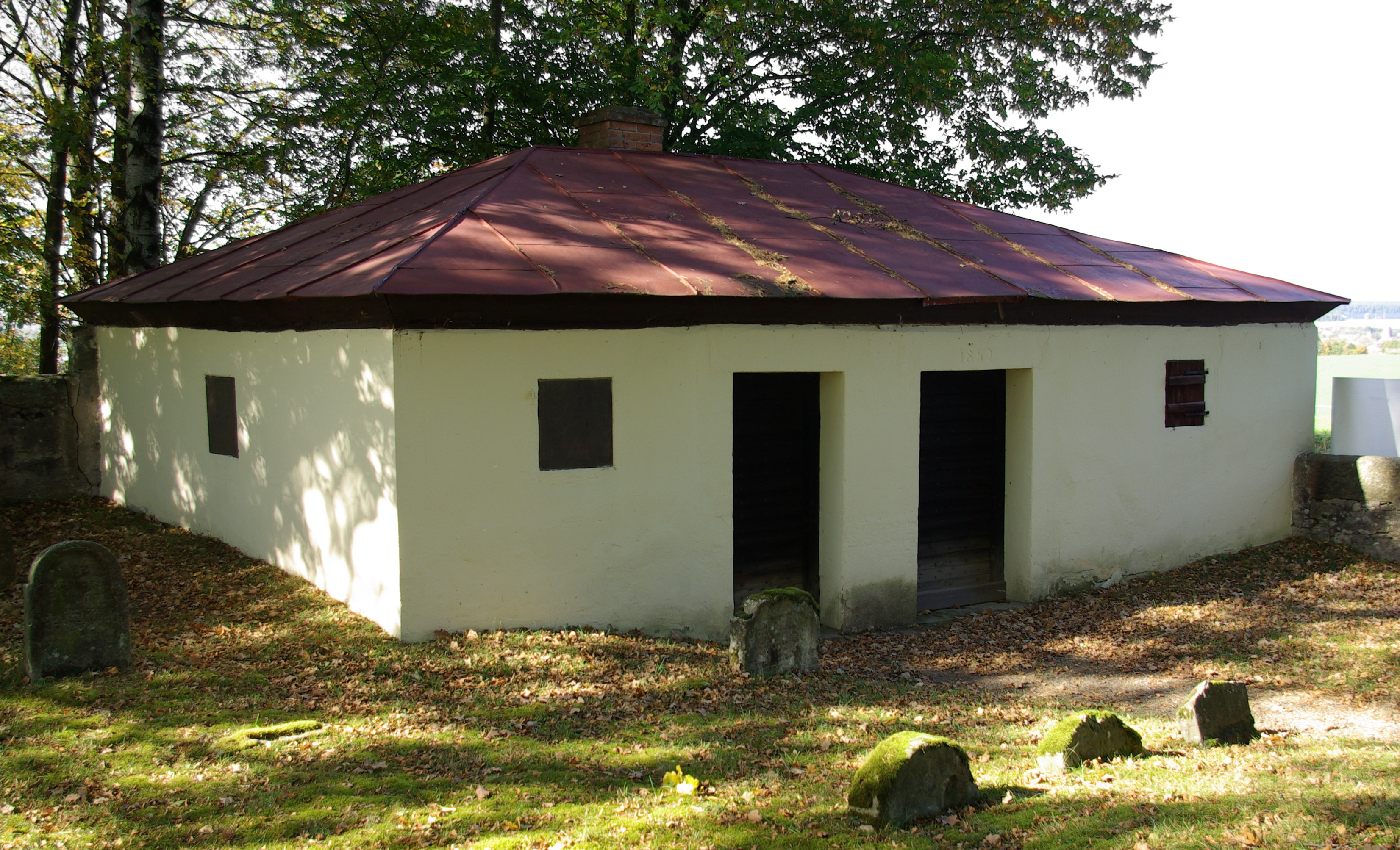
Taharahaus in Diespeck

Das Taharahaus auf dem jüdischen Friedhof in Diespeck, einer Gemeinde im mittelfränkischen Landkreis Neustadt an der Aisch-Bad Windsheim (Bayern), wurde vermutlich 1785/86 errichtet. Das Taharahaus ist ein geschütztes Baudenkmal an der Kreisstraße NEA 15 nach Dettendorf.

## Beschreibung
Das Taharahaus wurde vermutlich bei der Anlegung des Friedhofs errichtet. Es befindet sich an der Nordwestecke des Geländes und ist in die Friedhofsmauer einbezogen. Der acht Meter breite und fünf Meter lange Massivbau trägt ein flaches Walmdach. An der Langseite zum Gräberfeld befinden sich zwei Türen zum Gebäude. Die linke führt zum Wachraum und die rechte zum Tahararaum. In der Mitte dieses Raumes steht ein steinerner Taharatisch und in einer Ecke ein gemauerter Kamin. Kleine Rechteckfenster geben dem Raum Licht.
Im Taharahaus befindet sich noch eine hölzerne Totenbahre.